# 꼬리쪽 다리뇌 그물 핵
꼬리쪽 다리뇌 그물 핵(caudal pontine reticular nucleus, nucleus reticularis pontis caudalis, 미측 교뇌 망상 핵)은 거대세포(gigantocellular) 신경세포로 구성된 그물체의 일부이다.

## 같이 보기
- 정중곁 다리뇌 그물체
- 입쪽 다리뇌 그물 핵